# 바깥귀

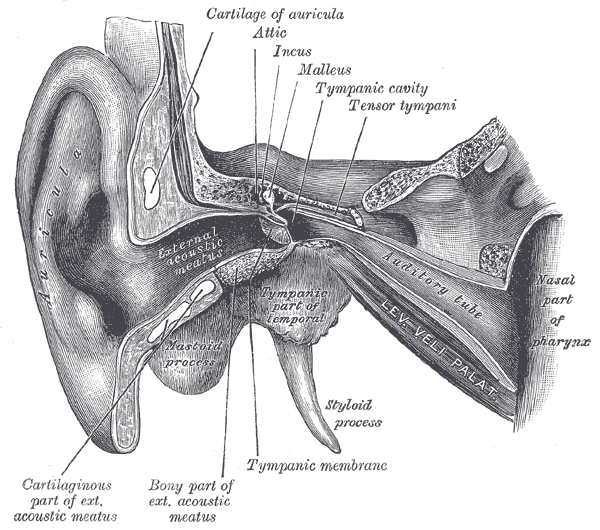

바깥귀(outer ear, external ear, auris externa) 또는 겉귀, 외이는 귀의 바깥쪽 부분이다. 가운데귀, 속귀와 함께 귀를 구성한다. 귓바퀴와 바깥귀길(겉귀길, 외이도)로 이루어진다. 소리를 모아 고막에 전달하는 역할을 한다.

## 같이 보기
- 바깥귀길
- 바깥귀길염